# It Follows
It Follows è un film del 2014 scritto e diretto da David Robert Mitchell.
Il film, scritto e prodotto dallo stesso regista, narra di una diciannovenne che cade vittima di una sorta di persecuzione da parte di un'entità sovrannaturale, che si trasmette per via sessuale.
La pellicola è stata presentata al Festival di Cannes nel 2014.

## Trama
A Detroit, una ragazza terrorizzata da qualcosa fugge dalla propria casa e si dirige in una spiaggia deserta. Qui telefona un'ultima volta al padre e, il giorno dopo, si vede il suo corpo mutilato abbandonato sulla sabbia.
Jay, una studentessa dell'università di Oakland, ha un appuntamento con il suo nuovo ragazzo Hugh. I due vanno al cinema, dove si mettono a fare un gioco per passare il tempo, scegliendo una persona tra quelle presenti nella platea e facendo indovinare all'altro. Hugh indica una donna vestita di giallo in fondo al teatro, ma, accorgendosi che Jay non la vede, diventa nervoso e la convince ad andarsene con una scusa. Successivamente, i due hanno un rapporto sessuale in macchina, poi Hugh droga Jay con del cloroformio e la ragazza si risveglia legata a una sedia a rotelle alla Packard Plant, dove Hugh le spiega che, da quel momento, sarà perseguitata da una misteriosa entità. La creatura può assumere l'aspetto di chiunque (anche conoscenti della vittima) e cammina lentamente, ma non dà tregua alla persona "segnata", continuando a seguirla in qualsiasi posto vada, finché non riuscirà a raggiungerla e ucciderla. Gli unici che possono vedere l'entità sono le sue vittime; Hugh mostra infatti a Jay (ancora legata) una donna nuda che si dirige verso di lei, senza staccarle gli occhi di dosso, e avverte la ragazza di passare la persecuzione a qualcun altro come ha appena fatto lui, ovvero condividendo un rapporto sessuale, ma di non farsi raggiungere e uccidere: in quel caso, l'entità tornerebbe a puntare la sua precedente vittima, in questo caso Hugh. Quest'ultimo riporta Jay a casa ancora stordita e se ne va. La polizia, chiamata dalla ragazza, non riesce a rintracciare la donna nuda e neppure Hugh, che viveva sotto falsa identità.
Successivamente, mentre si trova a scuola, Jay si accorge con crescente ansia di un'anziana in abiti ospedalieri che attraversa lentamente il cortile, dritta verso di lei. Dopo aver appurato che la donna è invisibile a tutti gli altri, Jay scappa spaventata. Sua sorella Kelly e i suoi amici Paul e Yara accettano di aiutarla, trascorrendo la notte a casa sua per tranquillizzarla. Durante la serata, qualcuno rompe la finestra della cucina; Paul va a controllare e afferma che non è entrato nessuno, ma, quando anche Jay verifica, scopre che l'entità l'ha raggiunta sotto forma di una donna inquietante che si urina addosso. La ragazza cerca rifugio al piano di sopra, mentre gli amici non capiscono cosa stia accadendo; quando la creatura la segue (stavolta come un uomo alto e privo di occhi), Jay fugge di casa e si nasconde in un parco giochi, dove poco dopo viene raggiunta dagli amici. Con l'aiuto del loro vicino Greg, i ragazzi scoprono che il vero nome di Hugh è Jeff Redmond e riescono a rintracciarlo. Jeff spiega loro che non sa da dove sia iniziata la "maledizione" (lui l'ha ricevuta da una ragazza incontrata ad un bar, dopo una notte di passione), rimarcando che Jay deve trasmettere la persecuzione tramite il sesso per liberarsene.
Il gruppo si rifugia in una casa sul lago, di proprietà della famiglia di Greg, dove l'entità, assunta la forma di Yara, raggiunge e aggredisce Jay, mentre gli amici riconoscono la sua presenza riuscendo a colpirla nonostante la sua invisibilità. Jay spara alla creatura, ma questa si rialza subito e induce la ragazza a fuggire, in preda al panico, a bordo dell'auto di Greg, causando un incidente stradale. Più tardi, Jay si trova all'ospedale a letto con un braccio rotto. Riesce ad avere un rapporto con Greg, il quale è l'unico del gruppo a non aver assistito all'attacco e pertanto non teme l'entità, dubitando della sua esistenza. Passa qualche giorno, ma non succede nulla. Jay è sempre più paranoica e, una notte, vede la creatura irrompere nella casa di Greg con il suo aspetto. Jay corre ad avvertire il vicino, il quale, però, viene ucciso dall'essere che ha assunto l'aspetto della madre. Jay torna quindi a essere la vittima designata e fugge nuovamente. Paul si offre di avere un rapporto con lei per liberarla dal pericolo, ma la ragazza rifiuta.
I ragazzi decidono di tentare di uccidere l'entità, attirandola la notte in una piscina pubblica e facendola cadere in acqua con dei dispositivi elettrici, per poterla fulminare e uccidere. Il piano tuttavia fallisce, poiché la creatura, invece di seguire Jay in acqua, tenta di colpirla con i dispositivi. Paul riesce a spararle facendola cadere in piscina, ma la creatura prova ad annegare Jay trascinandola sott'acqua, finché Paul le spara nuovamente; la ragazza vede quindi la piscina riempirsi di sangue. Tempo dopo, Jay e Paul hanno finalmente un rapporto sessuale. Il ragazzo, quella stessa notte, guida accanto ad alcune prostitute. Il giorno dopo, Jay e Paul camminano per strada mano nella mano mentre un misterioso individuo li segue, segno che probabilmente la persecuzione non si è fermata.

## Produzione
Lo scrittore e regista David Robert Mitchell ha concepito il film sulla base di sogni ricorrenti che aveva in gioventù sull'essere seguito: "Non ho usato quelle immagini per il film, ma l'idea di base e il sentimento che ho usato. Da quello che so, è un sogno basato sull'ansia. Qualunque cosa stavo attraversando in quel momento della mia vita, i miei genitori divorziarono quando avevo circa quell'età, quindi immagino che fosse qualcosa che avesse a che fare con quello".  Il ruolo che gioca la trasmissione sessuale venne dopo, dal desiderio di Mitchell riguardo qualcosa che potrebbe trasferirsi tra le persone. Mitchell ha iniziato a scrivere il film nel 2011 mentre stava lavorando a un'altra pellicola che intendeva realizzare come suo secondo lungometraggio; tuttavia, ha riscontrato delle difficoltà con tale progetto e ha realizzato It Follows come suo film successivo. Mitchell si rese conto che il concetto su cui stava lavorando era difficile da descrivere, quindi si rifiutò di parlare della trama quando gli fu chiesto su cosa stesse lavorando, giustificandosi in seguito con: "Quando lo dici ad alta voce, sembra la cosa peggiore di sempre".
Il film è stato girato alla fine del 2013 a Detroit, nel Michigan. Mitchell ha usato obiettivi grandangolari durante le riprese per dare al film un aspetto espansivo, e ha citato le opere di George Romero e John Carpenter come influenze sulle composizioni del film e sull'estetica visiva.
La creatura del film, la composizione della ripresa e l'estetica generale sono stati influenzati dal lavoro del fotografo contemporaneo Gregory Crewdson. Il direttore della fotografia Mike Gioulakis ha dichiarato: "Siamo entrambi grandi fan del fotografo Gregory Crewdson e David lo ha usato come riferimento fin dal primo giorno. Le fotografie di Crewdson hanno lo stesso tipo di surreale immaginazione suburbana che volevamo per It Follows ".

## Interpretazioni
It follows ha suscitato numerose interpretazioni da parte della critica cinematografica per quanto riguarda l'origine della creatura (l'"It" del titolo) e il simbolismo del film. I critici hanno interpretato il film come una parabola sull'HIV / AIDS, e altre infezioni a trasmissione sessuale  e le loro percezioni sociali; la rivoluzione sessuale, e le "ansie primordiali" sull'intimità.
Mitchell dichiarò: "Non sono personalmente interessato alla provenienza della creatura. [...] Per me è la logica dei sogni, nel senso che sono in un incubo e quando sei in un incubo non è possibile risolverlo. Anche se provi a risolverlo".  Mitchell ha detto che Jay "si apre al pericolo attraverso il sesso, il sesso è l'unico modo con cui può liberarsi da quel pericolo ... Siamo tutti qui per un periodo di tempo limitato e non possiamo sfuggire alla nostra mortalità ... ma l'amore e il sesso sono due modi in cui possiamo - almeno temporaneamente - respingere la morte ".

## Distribuzione
Il film è stato presentato in anteprima il 17 maggio 2014 durante l'annuale Festival di Cannes e poi distribuito in ampia distribuzione nelle sale cinematografiche statunitensi dal 27 marzo 2015. In Italia è uscito con più di un anno di ritardo, il 6 luglio 2016, per conto di Koch Media.

## Sequel
Nell'ottobre 2023 viene annunciato il sequel, They Follow, scritto e diretto sempre da Mitchell e con protagonista Maika Monroe.